# Vesles-et-Caumont
Vesles-et-Caumont – miejscowość i gmina we Francji, w regionie Hauts-de-France, w departamencie Aisne.
Według danych na styczeń 2014 roku gminę zamieszkiwało 240 osób, a gęstość zaludnienia wynosiła 23,7 osób/km².